# Fórmula 4 Nueva Generación
La Fórmula 4 Nueva Generación, conocida también como Fórmula 4 NG o bien F4NG, es una categoría argentina de automovilismo de velocidad, especializada en monoplazas encuadrados en la categoría Fórmula 4. Se fundó en el año 2012 siendo sucesora de las principales categorías de fórmula fiscalizadas por la extinta Asociación de Pilotos de Automovilismo en Pista (APAP). Actualmente, su órgano directivo es la Asociación Civil de pilotos de la Fórmula 4 Nueva Generación, mientras que su fiscalización está a cargo de la Comisión Asesora y Fiscalizadora (CAF) de la Asociación Corredores de Turismo Carretera (ACTC), por intermedio de la Federación Regional Metropolitana de Automovilismo Deportivo (FRAD).
Sus primeros antecedentes tuvieron lugar en el año 1989, con la fundación de la categoría zonal Fórmula 850 APAP. A partir de allí comenzó un proceso de evolución que culminó en el año 2005 con la fundación de la Fórmula 4 APAP, categoría que compartió gran parte de los reglamentos técnicos de la Fórmula Metropolitana, pero con rango de categoría zonal. En el año 2012, fue reestructurada y convertida en la Fórmula 4 Nueva Generación, como consecuencia de la desaparición de APAP y su reemplazo por la Asociación Civil de Pilotos de Fórmula 4 Nueva Generación.
Actualmente, la categoría mantiene su estatus de división zonal dependiente de la FRAD Metropolitana, compartiendo en ocasiones su calendario con las divisionales TC Mouras y TC Pista Mouras de la ACTC, pero circunscribiendo su jurisdicción exclusivamente al Autódromo Roberto Mouras de la Ciudad de La Plata, Provincia de Buenos Aires. A pesar de su condición zonal, es reconocida a nivel nacional gracias a la difusión que hace de sus actividades el Canal 7 estatal.

## Evolución histórica
Los orígenes de la Fórmula 4 Nueva Generación, tuvieron su punto de partida en la Fórmula 850 APAP, categoría organizada y fiscalizada por la Asociación de Pilotos de Automovilismo de Pista, que fuera fundada en el año 1989. A partir del año 2002, la categoría presentó dos divisiones al inaugurar la Fórmula 1300 APAP, dejando a la 850 como segunda división. La evolución también llegó de la mano de los chasis, ya que se prescindió del uso de prototipos artesanales para pasar a utilizar monoplazas desarrollados por el carrocero Tulio Crespi. En 2005 la categoría obtiene estatus de Fórmula 4, pasando a denominarse la clase mayor como Fórmula 4 APAP, mientras que la segunda división fue denominada como Fórmula 4 Light. Desde sus comienzos la categoría implementó unidades impulsoras de origen Renault, hasta la temporada inaugural de la Fórmula 4 en la que incorporó la posibilidad de implementar motores de la línea Volkswagen. Finalmente y luego de la temporada 2011, en 2012 la categoría fue reformulada y redenominada como Fórmula 4 Nueva Generación, manteniendo los reglamentos técnicos de APAP.
En marzo de 2024, la Federación Regional Metropolitana de Automovilismo Deportivo (FRAD) comunicó la decisión de abandonar la Comisión Deportiva Automovilística del Automóvil Club Argentino (ACA) para acercarse a la ACTC. Esto significó que todas las categorías que se encuentran agrupadas en la FRAD pasaron a ser fiscalizadas por la Comisión Asesora y Fiscalizadora (CAF) de la entidad ‘teceísta’.

## Campeones

### Primera División
| Año                        | Campeón               | Equipo                      |
| Fórmula 850 APAP           | Fórmula 850 APAP      | Fórmula 850 APAP            |
| -------------------------- | --------------------- | --------------------------- |
| 1989                       | Luis Martin           | Baby Competición            |
| 1990                       | Luis Martin           | Baby Competición            |
| 1991                       | Luis Martin           | Baby Competición            |
| 1992                       | Enrique Miralles      | Baby Competición            |
| 1993                       | Juan Sartori          | Tilsa Competición           |
| 1994                       | Mauro Scrocca         | Tecno II Competición        |
| 1995                       | Juan Sartori          | Tilsa Competición           |
| 1996                       | Mauro Scrocca         | Tecno II Competición        |
| 1997                       | Mario Sanfilippo      | Stylo Competición           |
| 1998                       | Mauro Scrocca         | Tecno II Competición        |
| 1999                       | Mauro Scrocca         | Tecno II Competición        |
| 2000                       | Fernando Romero       | Romero Potenciación         |
| 2001                       | Daniel Soncini        | Soncini Competición         |
| Fórmula 1300 APAP          |                       |                             |
| 2002                       | Fernando Romero       | Romero Potenciación         |
| 2003                       | Rodolfo Urriticoechea | Tecno II Competición        |
| 2004                       | Rodolfo Urriticoechea | Tecno II Competición        |
| Fórmula 4 APAP             |                       |                             |
| 2005                       | Rodolfo Urriticoechea | Tecno II Competición        |
| 2006                       | Leonardo Martino      | Tecno II Competición        |
| 2007                       | Leonardo Martino      | Tecno II Competición        |
| 2008                       | Leonardo Martino      | Tecno II Competición        |
| 2009                       | Julián Falivene       | Tecno II-Tati Racing Team   |
| 2010                       | Gabriel Novillo       | Tecno II-Tati Racing Team   |
| 2011                       | Gabriel Novillo       | Tecno II-Tati Racing Team   |
| Fórmula 4 Nueva Generación |                       |                             |
| 2012                       | Gastón Rossi          | Scuderia Ramini             |
| 2013                       | Andrés Cicarelli      | Scuderia Ramini             |
| 2014                       | Blas García           | Scuderia Ramini             |
| 2015                       | Nicolás Dimaro        | Dimaro Competición          |
| 2016                       | Esteban Fernández     | Equipo 130 R Ivo Tomasevich |
| 2017                       | Pedro Devaud Mason    | Equipo 130 R Ivo Tomasevich |
| 2018                       | Leonardo Martino      | Martino Racing              |
| 2019                       | Mauro Pitetti         | Equipo Leocata Competicion  |
| Fuentes:                   |                       |                             |

### Segunda División
| Año                       | Campeón                   | Equipo                    |
| Fórmula APAP 850, Clase B | Fórmula APAP 850, Clase B | Fórmula APAP 850, Clase B |
| ------------------------- | ------------------------- | ------------------------- |
| 1994                      | Nestor Roma               | Roma Competición          |
| Fórmula APAP 850          |                           |                           |
| 2002                      | Pablo Stantero            | Stantero Competición      |
| 2003                      | Claudio Costas            | La Costurerita Motorsport |
| 2004                      | Maximiliano Sierra        | Soncini Competición       |
| Fórmula 4 Light           |                           |                           |
| 2005                      | Christian Flores          | Dena-Romero Competición   |
| 2006                      | Jonatan Aguilera          | Tecno II Competición      |
| 2007                      | Ignacio Tártara           | Tecno II Competición      |
| 2008                      | Nicolás Fernández         | Marcos Sport              |

### Pilotos con más títulos
| Pilotos               | Cantidad | Años                    |
| --------------------- | -------- | ----------------------- |
| Mauro Scrocca         | 4        | 1994, 1996, 1998 y 1999 |
| Leonardo Martino      | 4        | 2006, 2007, 2008 y 2018 |
| Luis Martin           | 3        | 1989, 1990 y 1991       |
| Rodolfo Urriticoechea | 3        | 2003, 2004 y 2005       |
| Juan Sartori          | 2        | 1993 y 1995             |
| Fernando Romero       | 2        | 2000 y 2002             |
| Gabriel Novillo       | 2        | 2010 y 2011             |